# 32-й розділ Кодексу США
32-й розділ Кодексу США, (англ. Title 32 of the United States Code) — розділ Кодексу Сполучених Штатів Америки, який безпосередньо визначає місце та роль Національної гвардії країни, у відповідності до зведеної кодифікації федерального законодавства США, у загальній системі національної безпеки країни.

## Зміст
32-й розділ визначає законодавчу базу щодо призначення, функцій, завдань та організації усіх складових Національної гвардії країни.
Кожна з двох частин 32-го розділу присвячена певній галузі права, що стосується цього резервного компоненту Національної гвардії країни США.

## Підрозділи 32-го розділу Кодексу США
- Підрозділ 1 — Організація Національної гвардії США (англ. Organization) (§§ 101–115)
- Підрозділ 3 — особовий склад (англ. Personnel) (§§ 301–335)
- Підрозділ 5 — тренування та підготовка (англ. Training) (§§ 5001-7921)
- Підрозділ 7 — порядок проходження служби, забезпечення та постачання (англ. Service, Supply, And Procurement) (§§ 701–717)
- Підрозділ 9 — діяльність у галузі національної безпеки (англ. Homeland Defense Activities) (§§ 901–908)